# Église Saint-Denis d'Andelain
L'église Saint-Denis est une église située à Andelain, en France.

## Localisation
L'église est située sur la commune d'Andelain, dans le département de l'Aisne.

## Historique
Le monument est classé au titre des monuments historiques en 1921.